# Shabestar
Shabestar (en persan : شبستر) est une ville de la province d'Azerbaijan-e sharghi, proche de Tabriz, en Iran. L'économie et le développement de Shabestar ont reçu un coup de fouet majeur récemment avec l'implantation d'une université islamique.
Sheikh Mahmûd Shabestarî, mystique persan qui a composé Gulshan-e Râz (La Roseraie du Mystère), est originaire de la ville.